# کوبسره
کوبسره شهری در شهرستان رولو در استان بام در بورکینافاسوی شمالی است و جمعیت آن ۶۱۷ نفر است.